# Lopérec
Lopérec é uma comuna francesa na região administrativa da Bretanha, no departamento Finisterra. Estende-se por uma área de 40,17 km². Em 2010 a comuna tinha 1 008 habitantes (densidade: 25,1 hab./km²).